# Реана дел Рояле
Реа̀на дел Роя̀ле (на италиански: Reana del Rojale; на фриулски: Reane dal Roiâl, Реане дал Роял) е градче и община в Северна Италия, провинция Удине, автономен регион Фриули-Венеция Джулия. Разположено е на 168 m надморска височина. Населението на общината е 5044 души (към 2010 г.).